# Џеферсонвил (Њујорк)
Џеферсонвил (енгл. Jeffersonville) град је у америчкој савезној држави Њујорк.

## Демографија
По попису из 2010. године број становника је 359, што је 61 (-14,5%) становника мање него 2000. године.
| Група             | 2000.       | 2010.       |
| Белци             | 398 (94,8%) | 287 (79,9%) |
| Афроамериканци    | 6 (1,4%)    | 12 (3,3%)   |
| Азијати           | 0 (0,0%)    | 17 (4,7%)   |
| Хиспаноамериканци | 12 (2,9%)   | 40 (11,1%)  |
| Укупно            | 420         | 359         |